# Archipel demain
Archipel demain est un parti politique de Saint-Pierre-et-Miquelon de centre droit fondé en 1985 par Gérard Grignon alors membre de l'UDF-CDS.

## Idéologie et positionnement
Les anciens élus nationaux d'Archipel demain étaient apparentés à l'Union pour un mouvement populaire (UMP), mais le mouvement local se dit « non inféodé » aux mouvements politiques nationaux.
Le parti est fondé en 1985 par Gérard Grignon, élu député pour Saint-Pierre-et-Miquelon de 1986 à 2007. Le mouvement, alors dans l'opposition au pouvoir de l'alliance de coloration socialiste entre Albert Pen et Marc Plantegenest, devient l'une des deux principales forces politiques de l'archipel.
S'il possède la majorité au conseil territorial, il n'a pas toujours été représenté au niveau national, Gérard Grignon ayant été battu aux élections législatives de 2007 par Annick Girardin, de même que le sénateur Denis Detcheverry en 2011. Stéphane Artano est finalement élu sénateur en 2017, et rejoint le groupe RDSE au Sénat.

## Résultats électoraux

### Élections municipales à Saint-Pierre
| Année | 1er tour     | 1er tour     | 2d tour      | 2d tour      | Sièges |
| Année | Voix         | %            | Voix         | %            | Sièges |
| ----- | ------------ | ------------ | ------------ | ------------ | ------ |
| 2008  | 608          | 21,55        | 627          | 19,95        | 3 / 29 |
| 2014  | Non candidat | Non candidat | Non candidat | Non candidat | 0 / 29 |
| 2020  | Non candidat | Non candidat | Non candidat | Non candidat | 0 / 29 |

### Élections territoriales
| Année | 1er tour | 1er tour | 2d tour | 2d tour | Sièges  |
| Année | Voix     | %        | Voix    | %       | Sièges  |
| ----- | -------- | -------- | ------- | ------- | ------- |
| 1988  | 1 095    | 46,67    | 1 347   | 46,48   | 6 / 19  |
| 1994  | 2 165    | 61,42    |         |         | 15 / 19 |
| 2000  | 999      | 29,90    | 958     | 28,86   | 5 / 19  |
| 2006  | 2 049    | 66,27    |         |         | 16 / 19 |
| 2012  | 1 937    | 52,55    |         |         | 15 / 19 |
| 2017  | 2 324    | 70,17    |         |         | 17 / 19 |
| 2022  | 1 529    | 45,92    | 1 991   | 51,78   | 15 / 19 |

### Élections législatives
| Année | 1er tour | 1er tour | 2d tour | 2d tour | Sièges |
| Année | Voix     | %        | Voix    | %       | Sièges |
| ----- | -------- | -------- | ------- | ------- | ------ |
| 1986  | 619      | 19,71    | 1 553   | 47,78   | 0 / 1  |
| 1988  | 2 239    | 90,28    |         |         | 1 / 1  |
| 1993  | 2 493    | 73,78    |         |         | 1 / 1  |
| 1997  | 1 509    | 46,50    | 1 866   | 52,34   | 1 / 1  |
| 2002  | 1 388    | 44,04    | 2 356   | 69,17   | 1 / 1  |
| 2007  | 1 098    | 35,31    | 1 726   | 48,73   | 0 / 1  |
| 2012  | 378      | 14,79    |         |         | 0 / 1  |
| 2017  | 1 209    | 41,59    | 1 750   | 48,13   | 0 / 1  |
| 2022  | 856      | 32,39    | 1 329   | 50,36   | 1 / 1  |
| 2024  | 1 184    | 43,09    | 1 665   | 61,74   | 1 / 1  |

### Élections sénatoriales
| Année | 1er tour | 1er tour | 2d tour | 2d tour | Sièges |
| Année | Voix     | %        | Voix    | %       | Sièges |
| ----- | -------- | -------- | ------- | ------- | ------ |
| 1995  | 19       | 50,00    | 20      | 52,43   | 1 / 1  |
| 2004  | 6        | 15,79    | 19      | 51,35   | 1 / 1  |
| 2011  | 17       | 45,95    |         |         | 0 / 1  |
| 2017  | 18       | 46,15    | 18      | 47,37   | 1 / 1  |
| 2023  | 17       | 43,59    |         |         | 0 / 1  |

## Personnalités
- Gérard Grignon, député de Saint-Pierre-et-Miquelon (1986-2007)
- Victor Reux, sénateur de Saint-Pierre-et-Miquelon (1995-2004)
- Denis Detcheverry, sénateur de Saint-Pierre-et-Miquelon (2004-2011)
- Stéphane Artano, président du conseil territorial (2006-2017) puis sénateur (2017-2023)
- Stéphane Lenormand, président du conseil territorial (2017-2020) puis député (depuis 2022)
- Bernard Briand, président du conseil territorial (depuis 2020)